# Mysidia cooperi
Mysidia cooperi är en insektsart som beskrevs av Broomfield 1985. Mysidia cooperi ingår i släktet Mysidia och familjen Derbidae. Inga underarter finns listade i Catalogue of Life.